# Prospalta meleagris
Prospalta meleagris är en fjärilsart som beskrevs av Saalmüller 1891. Prospalta meleagris ingår i släktet Prospalta och familjen nattflyn. Inga underarter finns listade i Catalogue of Life.